# Formica lemani
Formica lemani é uma espécie de formiga do gênero Formica, pertencente à subfamília Formicinae.